# جورج ليون (سياسي)
جورج ليون (بالإنجليزية: George Lyon)‏ هو فلاح وسياسي بريطاني، ولد في 16 يوليو 1956 في المملكة المتحدة. حزبياً، نشط في الديمقراطيون الليبراليون. في انتخابات البرلمان الأوروبي 2009، انتخب عضو في البرلمان الأوروبي عن دائرة إسكتلندا ‏ لترشحه ضمن  قائمة الديمقراطيون الليبراليون، وقد انضم خلال فترته النيابية (14 يوليو 2009 – 30 يونيو 2014)  للكتلة البرلمانية مجموعة تحالف الليبراليون والديمقراطيون من أجل أوروبا ‏ وفي الانتخابات النيابية العمومية الاسكتلندية 2003 ‏، انتخب عضو البرلمان الاسكتلندي الثاني ‏ عن دائرة Argyll and Bute (Scottish Parliament constituency) ‏ وقد انضم خلال فترته النيابية ‏ (1 مايو 2003 – 2 أبريل 2007)  للكتلة البرلمانية Scottish Liberal Democrats ‏ وفي الانتخابات النيابية العمومية الاسكتلندية 1999 ‏، انتخب عضو البرلمان الاسكتلندي الأول ‏ عن دائرة Argyll and Bute (Scottish Parliament constituency) ‏ وقد انضم خلال فترته النيابية ‏ (6 مايو 1999 – 31 مارس 2003)  للكتلة البرلمانية Scottish Liberal Democrats ‏.